# Dommeldange
Dommeldange (en luxemburguès: Dummeldeng) és un dels 24 barris de la ciutat de Luxemburg. El 2014 tenia 2.291 habitants.
Està situat al nord-est de la ciutat de Luxemburg. El barri vell es troba a la vall de l'Alzette. Aquí és on està l'església, una escola primària i una escola secundària. El «nou Dommeldange» està situat en un pujol a uns 350 metres sobre el nivell de la mar. Es compon d'edificis de luxe.